# Nekrolog 1221
Nekrolog
◄◄
| ◄
| 1217
| 1218
| 1219
| 1220
| 1221 | 1222 | 1223 | 1224 | 1225 | ► | ►►
Weitere Ereignisse | Allgemeiner Nekrolog 1221
Die Beschreibung der verstorbenen Person sollte so kurz wie möglich gehalten sein und nur deren signifikante Tätigkeit(en) enthalten.
Neue Namen ggf. auch unter dem Geburts- und Sterbedatum, also etwa unter 1. Januar und im Geburts- und Sterbejahr (2024) eintragen (nur bei entsprechender großer Wichtigkeit). Für Beispiele siehe die schon vorhandenen Artikel.
Außerdem über die fünf zuletzt Verstorbenen, zu denen es einen ausreichend guten Artikel für eine Präsentation auf der Hauptseite gibt, nach der todesbedingten Überarbeitung der Artikel ggf. auch unter Wikipedia Diskussion:Hauptseite informieren und sie am besten auch in den anderen Wikipedia-Sprachversionen eintragen. Tipp: Regelmäßig bei news.google.de nach „ist tot“, „gestorben“ oder „verstorben“ suchen.
Wenn eine Person gestorben ist, gibt es viele Seiten zu dieser Person in der Wikipedia, die davon auch betroffen sind und entsprechend aktualisiert werden müssen. Beispiele: Namenübersichtsseite, Geburtsjahr, Geburtsort-Seiten und viele mehr.
Wie finde ich die betroffenen Seiten?
Im Suchfeld auf der linken Seite gibt man den Suchbegriff so ein: „Vorname Nachname“. Dann klickt man auf Volltext und alle Seiten mit entsprechendem Suchtext werden aufgerufen. Hier sieht man dann schnell, wo auch das Todesjahr Sinn macht oder sogar ein Teil des Artikels angepasst werden muss. Auch hilft das „Werkzeug“ auf der linken Seite sehr gut, um solche Seiten aufzufinden: „Links auf diese Seite“. Somit ist die Wikipedia wieder aktuell in allen Bereichen! Hinweis: bei Eintragung der Kategorie „Gestorben JAHR“ wird der Missbrauchsfilter 49 ausgelöst, was jedoch nicht schlimm ist. Siehe: Spezial:Missbrauchsfilter/49
Dies ist eine Liste von im Jahr 1221 verstorbenen bekannten Persönlichkeiten. Die Einträge erfolgen innerhalb der einzelnen Daten alphabetisch sortiert. Tiere sind im Nekrolog für Tiere zu finden.

## Februar
| Tag         | Name                                  | Beruf, bekannt als                                                       | Alter | Beleg |
| ----------- | ------------------------------------- | ------------------------------------------------------------------------ | ----- | ----- |
| 1. Februar  | William d’Aubigny, 3. Earl of Arundel | englischer Adliger                                                       |       |       |
| 10. Februar | Nikolaus von Salerno                  | Erzbischof von Salerno, Familiar Tankreds und Wilhelms III. von Sizilien |       |       |
| 18. Februar | Dietrich der Bedrängte                | Markgraf von Meißen                                                      |       |       |
| 25. Februar | Alix de Montmorency                   | Ehefrau von Simon de Montfort, 5. Earl of Leicester                      |       |       |

## März
| Tag      | Name           | Beruf, bekannt als            | Alter | Beleg |
| -------- | -------------- | ----------------------------- | ----- | ----- |
| 10. März | Pietro Catanii | Gefährte des Franz von Assisi |       |       |

## April
| Tag      | Name                | Beruf, bekannt als                                                                    | Alter | Beleg |
| -------- | ------------------- | ------------------------------------------------------------------------------------- | ----- | ----- |
| 5. April | Asukai Masatsune    | japanischer Dichter                                                                   |       |       |
| 5. April | Oda von Tecklenburg | zweite Tochter des Grafen Simon I. von Tecklenburg und der Gräfin Oda von Berg-Altena |       |       |

## Juni
| Tag      | Name          | Beruf, bekannt als | Alter | Beleg |
| -------- | ------------- | ------------------ | ----- | ----- |
| 21. Juni | Heinrich III. | Herzog von Limburg |       |       |

## August
| Tag       | Name      | Beruf, bekannt als                         | Alter | Beleg |
| --------- | --------- | ------------------------------------------ | ----- | ----- |
| 6. August | Dominikus | Gründer des Predigerordens der Dominikaner |       |       |

## September
| Tag           | Name                | Beruf, bekannt als            | Alter | Beleg |
| ------------- | ------------------- | ----------------------------- | ----- | ----- |
| 18. September | Konrad von Eberbach | Abt und Kirchenschriftsteller |       |       |

## Oktober
| Tag         | Name                                | Beruf, bekannt als                                           | Alter | Beleg |
| ----------- | ----------------------------------- | ------------------------------------------------------------ | ----- | ----- |
| 4. Oktober  | Wilhelm IV.                         | Graf von Ponthieu                                            |       |       |
| 16. Oktober | Friedrich II. von Brehna und Wettin | Graf von Brehna (1203–1221); Burggraf von Wettin (1217–1221) |       |       |
| 31. Oktober | Ulrich II. von Passau               | Bischof von Passau                                           |       |       |

## November
| Tag          | Name             | Beruf, bekannt als    | Alter | Beleg |
| ------------ | ---------------- | --------------------- | ----- | ----- |
| 21. November | Alix von Thouars | Herzogin von Bretagne |       |       |

## Dezember
| Tag          | Name              | Beruf, bekannt als           | Alter | Beleg |
| ------------ | ----------------- | ---------------------------- | ----- | ----- |
| 24. Dezember | Arnold von Matsch | Bischof von Chur (1209–1221) |       |       |

## Datum unbekannt
| Tag | Name                              | Beruf, bekannt als                                                                               | Alter | Beleg |
| --- | --------------------------------- | ------------------------------------------------------------------------------------------------ | ----- | ----- |
|     | Roger Bigod, 2. Earl of Norfolk   | englischer Magnat                                                                                |       |       |
|     | Adam von Perseigne                | französischer Zisterzienser-Abt und Theologe                                                     |       |       |
|     | Alain de Roucy                    | Ritter, Kreuzfahrer                                                                              |       |       |
|     | Berengaria von Portugal           | Tochter des portugiesischen Königs Sancho I.                                                     |       |       |
|     | Bernhard II. von Wölpe            | Graf von Wölpe                                                                                   |       |       |
|     | Guy IV. de Senlis                 | Herr von Chantilly, Ermenonville, Luzarches, Montépilloy und Bray, Großmundschenk von Frankreich |       |       |
|     | Hermann II.                       | Graf von Ravensberg                                                                              |       |       |
|     | Nadschm ad-Dīn al-Kubrā           | islamischer Mystiker und der Gründer der Tariqa Kubrawiyya (Kubrawiyya-Derwisch-Orden)           |       |       |
|     | Robert de Vere, 3. Earl of Oxford | Earl of Oxford                                                                                   |       |       |
|     | Wilhelm I.                        | Graf von Joigny                                                                                  |       |       |